# サム、マイウェイ〜恋の一発逆転!〜
『サム、マイウェイ〜恋の一発逆転!〜』（サム、マイウェイ こいのいっぱつぎゃくてん、原題：쌈 마이웨이）は、2017年に韓国のKBS2で放送された連続ドラマ。全24話。
主演はパク・ソジュンとキム・ジウォン。

## あらすじ
かつてテコンドーの有力選手だったドンマン（パク・ソジュン）とアナウンサーになるのが夢だったエラ（キム・ジウォン）は子どもの頃からの幼馴染。それぞれ失敗を経験し、やりたい事に手が届かずに脇役のような人生を歩んでいた。30歳を目前に再挑戦するには年齢的にもスペックも難しい状況にいたが、エラは職場のデパートで館内アナウンスをしたのをきっかけに輝きを取り戻し、アナウンサー試験に再び挑む。逆境に立たされながらも奮闘するエラの姿に触発され、ドンマンもダニ駆除の仕事を辞めて格闘技に挑戦する。そして互いに自分の心がときめくものを再確認していくうちに、23年の親友関係だった2人の関係にも変化が生じ始める。

## 登場人物
コ・ドンマン
演 - パク・ソジュン（幼少時代 - チョ・ヨンホ）
高校時代までテコンドーの有力選手だったが、ある事件がきっかけで挫折し引退。ダニ駆除の仕事をしている。
エラとは子どもの頃からの親友で何でも知っている間柄だが、エラが自分に想いを寄せていた事には一切気付いていない超鈍感男。
チェ・エラ
演 - キム・ジウォン（幼少時代 - イ・ハンソ）
子どもの頃からアナウンサーになるのが夢だったが、アナウンサー試験に失敗し今はデパートの受付嬢をやっている。
男運が無くダメな男とばかり付き合っている。初恋の相手は実はドンマン。母親は死別したと聞かされており父子家庭で育つ。
キム・ジュマン
演 - アン・ジェホン
ドンマンの高校の同級生で親友。就職浪人の後、テレビショッピング会社に就職し今は代理を務めている。
ドンマンとエラの幼馴染のソリと6年間交際しているが、なかなか結婚に踏み切れないでいる。
ペク・ソリ
演 - ソン・ハユン（幼少時代 - キム・ハウン）
ドンマン、エラの幼馴染。母親のいなかったエラの世話をしてあげたりと子どもの頃から面倒見がよく将来の夢は良妻賢母だった。
今はジュマンと同じ会社で契約社員として働き、自分の事よりも恋人のジュマンに尽くしている。
パク・ヘラン
演 - イ・エリヤ
ドンマンの元恋人。エラが不合格になったアナウンサー試験に合格し人気アナウンサーとなる。
大富豪と結婚するが離婚し現在はバツイチ。他の男と別れるたびにドンマンにまとわりついている。
パク・ムビン
演 - チェ・ウシク ※特別出演
エラに好意を寄せる医師。エラに対してピュアなアプローチを続ける。
ドンマンとは実は高校の同級生で、高校時代に目立つ存在だったドンマンの事を疎ましく思っていた。
チャ・イェジン
演 - ピョ・イェジン
ジュマンとソリが働くテレビショッピング会社にやってきたインターン生。
優しいジュマンに片思いをし積極的にアプローチをする。どこかほっとけない所が昔のソリに似ている。
ファン・ボクヒ
演 - チン・ヒギョン
ドンマン、エラ、ジュマン、ソリが住むアパートに新しくやってきた大家。
彼らの生活に厳しく口出しすることも多く、謎多き女性。
キム・ナミル
演 - クァク・シヤン
大家の一人息子で飲食店を経営している。ミステリアスな青年。
ファン・ジャンホ
演 - キム・ソンオ
ドンマンがテコンドー選手だった頃からのコーチ。
現在はジムを経営しながら、腸詰め屋台を営業している。

## 賞とノミネート
| 年度 | 賞                               | カテゴリー                 | 受賞者                             | 結果       |
| ---- | -------------------------------- | -------------------------- | ---------------------------------- | ---------- |
| 2017 | ブランドオブザイヤーアワード     | 今年のドラマ               | サム、マイウェイ～恋の一発逆転！～ | 受賞       |
| 2017 | 第10回コリアドラマアワード       | 優秀俳優賞                 | アン・ジェホン                     | ノミネート |
| 2017 | 第10回コリアドラマアワード       | 優秀女優賞                 | ソン・ハユン                       | 受賞       |
| 2017 | 第1回ソウルアワード              | 最優秀ドラマ賞             | サム、マイウェイ～恋の一発逆転！～ | ノミネート |
| 2017 | 第1回ソウルアワード              | 最優秀助演男優賞           | アン・ジェホン                     | ノミネート |
| 2017 | 第1回ソウルアワード              | 最優秀助演女優賞           | ソン・ハユン                       | ノミネート |
| 2017 | 第2回アジアアーティストアワード  | 優秀賞                     | パク・ソジュン                     | 受賞       |
| 2017 | 第2回アジアアーティストアワード  | ベストスター賞             | パク・ソジュン                     | 受賞       |
| 2017 | 第9回Melon Music Awards          | 最優秀OST賞                | ケイシー                           | ノミネート |
| 2017 | 第31回KBS演技大賞                | 最優秀俳優賞               | パク・ソジュン                     | ノミネート |
| 2017 | 第31回KBS演技大賞                | 最優秀女優賞               | キム・ジウォン                     | ノミネート |
| 2017 | 第31回KBS演技大賞                | ミニシリーズ部門優秀俳優賞 | パク・ソジュン                     | 受賞       |
| 2017 | 第31回KBS演技大賞                | ミニシリーズ部門優秀女優賞 | キム・ジウォン                     |            |
| 2017 | 第31回KBS演技大賞                | 最優秀助演男優賞           | キム・ソンオ                       |            |
| 2017 | 第31回KBS演技大賞                | 最優秀助演女優賞           | ソン・ハユン                       | ノミネート |
| 2017 | 第31回KBS演技大賞                | 最優秀新人俳優賞           | アン・ジェホン                     | 受賞       |
| 2017 | 第31回KBS演技大賞                | 最優秀新人女優賞           | ピョ・イェジン                     | ノミネート |
| 2017 | 第31回KBS演技大賞                | 男性ネチズン賞             | パク・ソジュン                     | 受賞       |
| 2017 | 第31回KBS演技大賞                | 女性ネチズン賞             | キム・ジウォン                     | 受賞       |
| 2017 | 第31回KBS演技大賞                | ベストカップル賞           | パク・ソジュン、キム・ジウォン     | 受賞       |
| 2017 | 第31回KBS演技大賞                | ベストカップル賞           | アン・ジェホン、ソン・ハユン       | ノミネート |
| 2017 | 第31回KBS演技大賞                | 最優秀子役賞               | チョ・ヨンホ                       | ノミネート |
| 2017 | 第31回KBS演技大賞                | 最優秀子役賞               | イ・ハンソ                         | ノミネート |
| 2017 | 第31回KBS演技大賞                | 最優秀OST賞                | BTOB                               | 受賞       |
| 2018 | 第30回韓国プロデューサー賞       | 最優秀ドラマ賞             | サム、マイウェイ～恋の一発逆転！～ | 受賞       |
| 2018 | 第54回百想芸術大賞               | 最優秀ドラマ賞             | サム、マイウェイ～恋の一発逆転！～ | ノミネート |
| 2018 | 第54回百想芸術大賞               | 最優秀脚本賞               | イム・サンチュン                   | ノミネート |
| 2018 | 第54回百想芸術大賞               | 最優秀俳優賞               | パク・ソジュン                     | ノミネート |
| 2018 | 第54回百想芸術大賞               | 最優秀助演男優賞           | アン・ジェホン                     | ノミネート |
| 2018 | 第54回百想芸術大賞               | 最優秀助演女優賞           | ソン・ハユン                       | ノミネート |
| 2018 | KBSWORLDグローバルファンアワード | ベストカップル賞           | パク・ソジュン、キム・ジウォン     | 受賞       |
| 2018 | 第13回ソウル国際ドラマアワード   | 最優秀コメディ賞           | サム、マイウェイ～恋の一発逆転！～ | ノミネート |
| 2018 | 第13回ソウル国際ドラマアワード   | 最優秀韓国ドラマ賞         | サム、マイウェイ～恋の一発逆転！～ | 受賞       |
| 2018 | 第13回ソウル国際ドラマアワード   | 最優秀脚本賞               | イム・サンチュン                   | ノミネート |
| 2018 | 第13回ソウル国際ドラマアワード   | 最優秀俳優賞               | パク・ソジュン                     | 受賞       |
| 2018 | 第13回ソウル国際ドラマアワード   | 最優秀女優賞               | キム・ジウォン                     | ノミネート |

## 日本での放送
- BS朝日（2022年4月）
- TOKYO MX（2022年4月）